# Tilo Holighaus

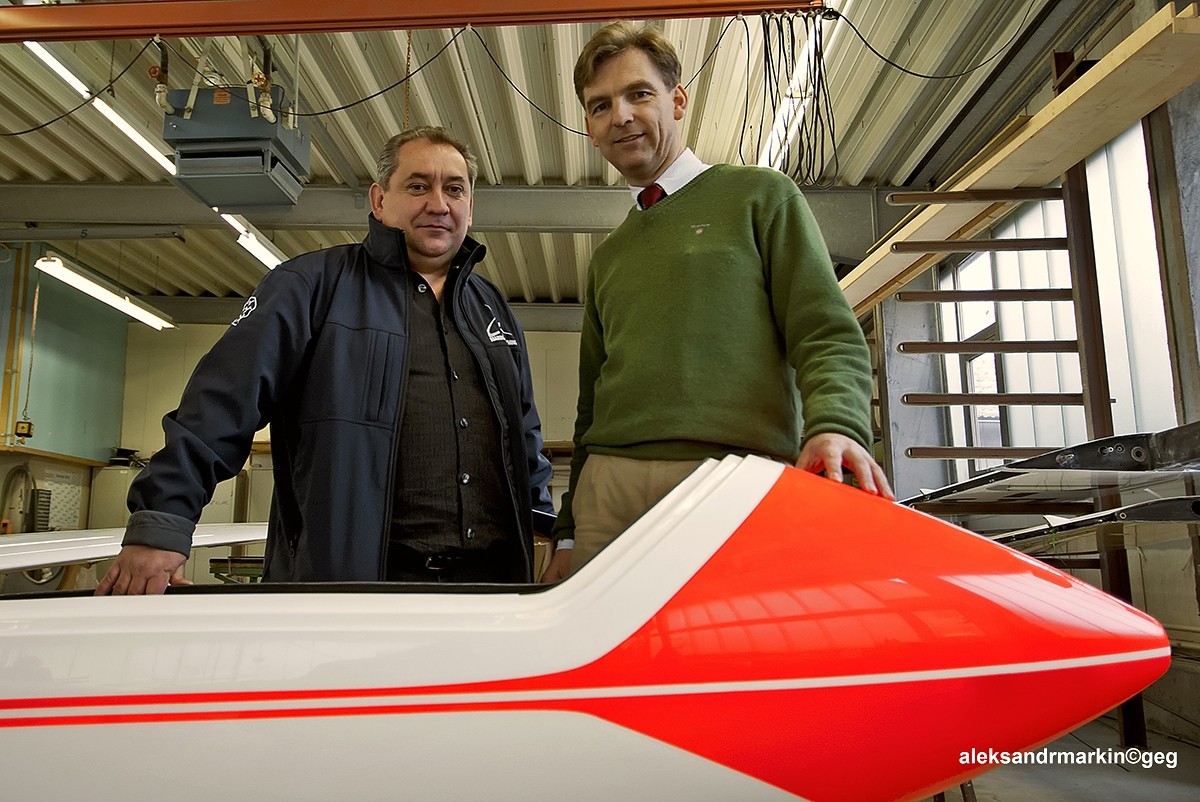
Sergey Ryabchinsky (links) und Tilo Holighaus (rechts)

Tilo Holighaus (* 1969) ist ein Flugzeugkonstrukteur und Segelflieger. Nach zahlreichen internationalen Erfolgen als Mitglied der deutschen Junioren-Nationalmannschaft im Segelflug wurde er beim Welt-Grand-Prix-Finale der Fédération Aéronautique Internationale (FAI) 2019 Weltmeister.

## Leben und Wirken
Er studierte Maschinenbau und schloss sein Studium 1995 als Diplomingenieur ab. Seit dem tödlichen Unfall seines Vaters Klaus Holighaus im Jahr 1994 leitet er als Geschäftsführer die Firma Schempp-Hirth Flugzeugbau GmbH in Kirchheim unter Teck.
Tilo Holighaus begann mit dem Segelflug im Alter von 14 Jahren und absolvierte seinen ersten Überlandflug mit 16 Jahren. Den ersten Wettbewerb flog er mit 17 und das 1000-km-Abzeichen erwarb er mit 21 Jahren. Holighaus war fast sieben Jahre ununterbrochen Mitglied der deutschen Junioren-Nationalmannschaft und erreichte mehrere Nationale und Internationale Rekorde.
Den Erstflug der Schempp-Hirth Quintus absolvierte Tilo Holighaus im Dezember 2011.
Beim FAI Welt-Grand-Prix-Finale 2019 in La Cerdanya (Spanien) wurde er Weltmeister im Segelflug.